# Стара Рудня (Корюківський район)
Стара Ру́дня — село в Україні, у Сновській міській громаді Корюківського району Чернігівської області. До 2016 центр сільської ради. Населення становить 894 особи (станом на 2001 рік). Село розташоване на заході колишнього Сновського району, за 13,4 кілометра від центру громади.

## Географія
Село Стара Рудня лежить за 13,4 км на захід від центру громади, фізична відстань до Києва — 151 км.

## Клімат
| Клімат Старої Рудні     | Клімат Старої Рудні | Клімат Старої Рудні | Клімат Старої Рудні | Клімат Старої Рудні | Клімат Старої Рудні | Клімат Старої Рудні | Клімат Старої Рудні | Клімат Старої Рудні | Клімат Старої Рудні | Клімат Старої Рудні | Клімат Старої Рудні | Клімат Старої Рудні | Клімат Старої Рудні |
| Показник                | Січ.                | Лют.                | Бер.                | Квіт.               | Трав.               | Черв.               | Лип.                | Серп.               | Вер.                | Жовт.               | Лист.               | Груд.               | Рік                 |
| Середній максимум, °C   | −3,5                | −2,1                | 3,0                 | 12,6                | 20,2                | 23,3                | 24,5                | 23,7                | 18,4                | 11,4                | 3,8                 | −0,5                | 11,2                |
| Середня температура, °C | −6,7                | −5,4                | −0,5                | 8,0                 | 14,8                | 18,0                | 19,3                | 18,3                | 13,3                | 7,4                 | 1,3                 | −3,1                | 7,1                 |
| Середній мінімум, °C    | −9,8                | −8,7                | −4                  | 3,5                 | 9,4                 | 12,7                | 14,1                | 12,9                | 8,3                 | 3,4                 | −1,2                | −5,7                | 2,9                 |
| Норма опадів, мм        | 41                  | 33                  | 32                  | 42                  | 44                  | 74                  | 80                  | 61                  | 47                  | 40                  | 48                  | 48                  | 590                 |
| ----------------------- | ------------------- | ------------------- | ------------------- | ------------------- | ------------------- | ------------------- | ------------------- | ------------------- | ------------------- | ------------------- | ------------------- | ------------------- | ------------------- |
| Джерело:                |                     |                     |                     |                     |                     |                     |                     |                     |                     |                     |                     |                     |                     |

## Історія
12 червня 2020 року, відповідно до розпорядження Кабінету Міністрів України № 730-р «Про визначення адміністративних центрів та затвердження територій територіальних громад Чернігівської області», увійшло до складу Сновської міської громади.
19 липня 2020 року, в результаті адміністративно-територіальної реформи та ліквідації Сновського району, село увійшло до складу Корюківського району.

## Населення
Станом на 1989 рік у селі проживало 1169 осіб, серед них — 515 чоловіків і 654 жінки.
За даними перепису населення 2001 року у селі проживали 894 особи. Рідною мовою назвали:
| Мова       | Кількість осіб | Відсоток |
| ---------- | -------------- | -------- |
| українська | 884            | 98,88 %  |
| російська  | 8              | 0,89 %   |
| білоруська | 2              | 0,22 %   |

## Пам'ятки
- Братська могила[d] 63 радянських воїнів, які загинули при звільненні села у вересні 1943р. і 2 мирних жителів, які загинули у 1943р. та допоховання двох радянських воїнів (2);